# کمیسیون مخصوص نفت
کمیسیون مخصوص نفت یا کمیسیون خاص نفت یا کمیسیون نفت، کمیسیونی بود که در اول تیر ۱۳۲۹ در دوره شانزدهم مجلس شورای ملی ایران برای رسیدگی به لایحه نفت (معروف به لایحه گس-گلشائیان)تشکیل شد.
همین کمیسیون پیشنهاد ملی شدن صنعت نفت را در اسفند ۱۳۲۹ به مجلس ارائه داد که به تصویب رسید.
اعضای کمیسیون عبارت بودند از:
1. دکتر مصدق
2. دکتر علوی
3. ناصر ذوالفقاری
4. جواد گنجه‌ای
5. فقیه‌زاده
6. اللهیار صالح
7. حسین مکی
8. خسرو قشقائی
9. سرتیپ‌زاده
10. جمال امامی
11. جواد عامری
12. دکتر نصرت‌الله کاسمی
13. ابوالحسن حائری‌زاده
14. عبدالرحمن فرامرزی
15. دکتر محمدعلی هدایتی
16. دکتر شایگان
17. میرسیدعلی بهبهانی
18. پالیزی